# 64. esztergom-komáromi honvéd zászlóalj
A 64. esztergom-komáromi honvéd zászlóalj a m. kir. honvédség önálló gyalogzászlóalja volt 1869 és 1886 között.

## Története
Az 1868. évi XLI. törvénnyel megalakult m. kir. honvédség. Egy erős, korszerű katonai erő helyett azonban ekkor egy rendfenntartó milíciának szánt szervezet jött létre, amely nélkülözte a tüzérséget, a műszaki csapatokat és a magasabb szintű katonai kötelékeket is.
Az 1869-ben megalakított 82 gyalogzászlóalj mindegyike a valóságban egy gyenge század létszámával rendelkezett, a 40 huszárszázad pedig csupán szakasz erejű volt.
A gyalogzászlóaljak egyikeként alakult meg a 64. esztergom-komáromi honvéd zászlóalj is, amelynek kiegészítési területe megalakulásakor a gesztesi, tatai, felső-bodajki, esztergomi járásokra és Esztergom városára terjedt ki. A beosztást később megváltoztatták, 1886-ban az önálló zászlóalj megszűnésekor a hadkiegészítési körzet a gesztesi és a tatai mellett a móri és a váli sorozójárásokat foglalta magában. Bár az alakulat már nem kapott kiegészítést Esztergom vármegyéből, az esztergom-komáromi megnevezés nem változott.
Az alakulatot Tatán, a város által építtetett laktanyában helyezték el, az építési költségek fedezésére a honvédelmi minisztérium 15 000 forintos, kamatmentes kölcsönt biztosított.
1870 februárjában az alakulat altisztjei önképzési céllal "Honvéd altiszti olvasó kört" alakítottak, Takács László vezetésével, fővédnöknek a zászlóalj parancsnokát kérték fel.
1870. június 15-én a Tatára érkező József Károly főherceg, a honvédség parancsnoka megszemlélte a zászlóalj gyakorlatát és raktárait. A korabeli beszámoló szerint a magas rangú vendég elégedett volt a látottakkal. Ugyanezen év szeptember végén - október elején a 63.,64.,65. és 66. gyalogzászlóaljak, valamint a 23. és a 24. lovasszázadok hadgyakorlaton vettek részt Székesfehérvár környékén. A műveletet Ghczy Béla honvéd ezredes vezényelte, október 3-án a csapatokat József Károly főherceg megszemlélte.
Az alakulat a többi honvéd zászlóaljhoz hasonlóan saját csapatzászlót kapott, amelyet 1872. július 16-án szenteltek fel Tatán, az Esterházy Miklós parkja melletti téren.
Zászlóanyának orczi Orczy Mária bárónőt (1815-1895), nagykárolyi gróf Károlyi István nejét kérték fel.
A ceremónián Kis Gábor református lelkész mondott beszédet. Mivel a honvédségnek ekkor még nem voltak zenekarai, az ünnepségen a komáromi cs. kir. 12. gyalogezred zenekara működött közre.
A zászlóanya vörös-kék színű szalagot készíttetett, rajta Szűz Mária ábrázolással és az Orczy család címerével, valamint a következő felirattal: “Mennyeknek királynéja, Magyarország védasszonya, vezéreld győzelemre népedet / Hűség királyhoz és hazához, ád erőt és bátorságot / A 64-ik  esztergom-komárommegyei honvédzászlóalj 1872 / Gróf Károlyi Istvánné, Orczy Mária bárónő”
1886-ban a honvédség gyalogságát átszervezték, az önálló zászlóaljakat úgynevezett féldandárokba vonták össze (ezeket 1890-től ezredeknek nevezték). Háború esetén a 64. gyalogzászlóalj a pozsonyi 13. féldandár alárendeltségébe került volna, ezt a szervezési formát most békeidőre alkalmazták. Innentől az alakulat a pozsonyi 13. féldandár 4. (komárom megyei) zászlóalja lett. 1912-ben a veszprémi 31. honvéd gyalogezred megalakításakor annak állományába került 4. zászlóaljként, a békehelyőrsége azonban továbbra is Tata maradt.

## Parancsnokok
A felsorolt tisztek a zászlóaljparancsnokként viselt legmagasabb rendfokozatukkal szerepelnek.
- 1869–1871 Schiffler Ferenc (1811–1882) alezredes
- 1871–1879 Rényi György (1829–1892) százados
- 1879–1885 Nagel Arnold (1834–1924) alezredes
- 1885–1888 fáji Fáy Ákos (1835–1909) őrnagy